# جامعة رجب طيب أردوغان
جامعة رجب طيب أردوغان (بالتركية:Recep Tayyip Erdoğan Üniversitesi) هي جامعة الدولة تأسست بتاريخ 17 مارس 2006 في ريزا، تركيا.

## الانتماءات
الجامعة هي عضو في رابطة جامعات القوقاز.

## روابط خارجية
- الموقع الرسمي لجامعة رجب طيب أردوغان نسخة محفوظة 7 فبراير 2013 على موقع واي باك مشين.